# Виатор (комит)
Виатор (лат. Viator; казнён в октябре 481 или 482, Далмация) — военачальник Западной Римской империи; комит; один из убийц императора Юлия Непота в 480 году.

## Биография
Виатор известен из нескольких раннесредневековых исторических источников: хроник Марцеллина Комита и Кассиодора, «Старших Венских фастов», «Копенгагенского продолжения „Хроники“ Проспера Аквитанского» и «Византийской истории» Малха Филадельфийца.
О происхождении Виатора в раннесредневековых источниках не сообщается. На основании ономастических данных предполагается, что он был римлянином. Возможно, он был одним из немногих командиров римского происхождения в войске правителей Далмации, бо́льшую часть которого составляли наёмники-германцы.
После того как в августе 475 года правитель Западной Римской империи Юлий Непот был лишён власти главой федератов-варваров Флавием Орестом, свергнутый с престола император бежал в Далмацию. Здесь Юлий Непот стал править как независимый ни от кого властитель. При этом его всё ещё продолжали считать законным императором западной части Римской империи византийский император Зинон и правитель Суасонской области Сиагрий. Не изменилось положение Юлия Непота и после того, как в 476 году Одоакр сверг Ромула Августа и сам стал правителем первого в истории Италии варварского королевства — государства Одоакра.
Среди приближённык к Юлию Непоту персон был и комит Виатор. Однако в 480 году — по разным данным, 25 апреля, 9 мая или 22 июня — на вилле вблизи Салоны он и комит Овида убили правителя Далмации. О причинах, сподвигших этих военачальников на убийство императора в раннесредневековых источниках не сообщается. По утверждению Малха Филадельфийца, зачинщиком убийства был епископ Салоны Глицерий, таким образом отомстивший Юлию Непоту за своё свержение с императорского престола в 474 году. Возможно, убийц толкнуло на преступление нежелание участвовать в подготавливаемом с 479 года Юлием Непотом походе против Одоакра. Вторжение в Италию могло втянуть жителей Далмации в долгую и кровопролитную войну, которая негативно сказалась бы на их благосостоянии. В этом случае, какую-то роль в организации убийства мог играть и Одоакр. По ещё одному предположению, убийство было осуществлено по наущению далматинской знати, желавшей таким образом положить конец разногласиям Зинона и Юлия Непота, вызванными намерением правителя Далмации военным путём возвратить себе престол Западной Римской империи.
Какими бы ни были причины убийства Юлия Непота, осуществившие его персоны получили полную поддержку как среди знати, так и среди военных Далмации. Никак не отреагировал на убийство и император Зинон, занятый в то время военными действиями против остготов Теодориха Великого. Это позволило Овиде самому стать правителем этой части бывшей Римской империи. Однако получение им власти путём убийства находившегося в изгнании императора не было признано Одоакром. Объявив себя мстителем убийцам Юлия Непота, в 481 или 482 году правитель Италии совершил поход в Далмацию. Первой жертвой Одоакра был Виатор, в октябре казнённый по приказу властителя Италии. Несколько позже — 27 ноября или 9 декабря — казнён был и Овида. Судя по времени, прошедшему между гибелью Виатора и Овиды, их сторонники оказывали вторжению Одоакру упорное сопротивление. После же смерти Овиды Далмация была присоединена к государству Одоакра, став личным владением её правителя.

## Комментарии
1. ↑  Хотя в раннесредневековых источниках о точном местонахождени виллы не сообщается, предполагается, что это мог быть дворец Диоклетиана[3][8].
2. ↑  Скорее всего, в 481 году, так как отнесение похода итальянского войска в Далмацию к 482 году вызывает сомнение из-за столь долгого бездействия Одоакра[8].